# Rumworth
Rumworth var en civil parish från 1866 till 1895 då den blev en del av Bolton, i grevskapet Lancashire (nu Greater Manchester), i England. Denna civil parish hade 6 754 invånare år 1891. Denna ward hade 18 123 invånare år 2021.